# La Rencontre d'Abraham et de Melchisédech (Vasari)
Pour les articles homonymes, voir La Rencontre d'Abraham et de Melchisédech.
La Rencontre d'Abraham et de Melchisédech est un tableau réalisé en 1545 par les peintres italiens Giorgio Vasari et Cristoforo Gherardi. De format horizontal, cette huile sur bois est une peinture religieuse qui illustre un passage du Livre de la Genèse, dans l'Ancien Testament. Elle figure Abraham se faisant accueillir par Melchisédech devant un paysage. Issue de l'église San Giovanni a Carbonara de Naples, l'œuvre a été saisie par les troupes françaises pendant la Révolution. Elle est conservée au musée Calvet d'Avignon, dans le Vaucluse, en France.